# Dictyna puebla
Dictyna puebla är en spindelart som beskrevs av Willis J. Gertsch och Davis 1937. Dictyna puebla ingår i släktet Dictyna och familjen kardarspindlar. Inga underarter finns listade i Catalogue of Life.